# Campeonato Matogrossense 2021
El Campeonato Matogrossense de Fútbol 2021 fue la 79.ª edición de la primera división de fútbol del estado de Mato Grosso. El torneo fue organizado por la Federação Mato-Grossense de Futebol (FMF). El torneo comenzó el 26 de febrero y finalizó el 23 de mayo. El ganador fue el Cuiabá, que venció en la final al Operário-VG por 3 a 2 en el acumulado de goles, logrando así su décimo título estadual.

## Sistema de juego

### Primera fase
Los 10 equipos se enfrentan en modalidad de todos contra todos a una sola rueda. Culminadas las nueve fechas, los ocho primeros puestos acceden a los cuartos de final. Los dos últimos posicionados descenderán a Segunda División.

### Segunda fase
- Cuartos de final: Los enfrentamientos de cuartos de final se emparejan con respecto al puntaje de la primera fase, de la siguiente forma:
  - 1.º vs. 8.º
  - 2.º vs. 7.º
  - 3.º vs. 6.º
  - 4.º vs. 5.º

- Semifinales: Los enfrentamientos de las semifinales se jugarán de la siguiente forma:
  - (1.º vs. 8.º) vs. (4.º vs. 5.º)
  - (2.º vs. 7.º) vs. (3.º vs. 6.º)

- Definición por el tercer puesto: La disputan los dos perdedores de las semifinales.

- Final: La disputan los dos ganadores de las semifinales.

- Nota 1: Tanto cuartos de final, semifinales como la final se juegan en partidos de ida y vuelta, comenzando la llave como local el equipo con menor puntaje en la primera fase.
- Nota 2: En caso de empate en puntos y diferencia de goles en cualquier llave, se definirá en tanda de penales. No se consideran los goles de visita.

### Clasificaciones
- Copa de Brasil 2022: Clasifican tres equipos: los dos finalistas y el campeón de la Copa FMF 2021.
- Copa Verde 2022: Clasifican los dos finalistas.
- Serie D 2022: Clasifican los dos mejores equipos que no disputan ni la Serie A (Cuiabá), Serie B o Serie C.

## Equipos participantes
| Equipo             | Ciudad                    | Estadio            | Capacidad | Posición 2020      | Títulos (último) |
| ------------------ | ------------------------- | ------------------ | --------- | ------------------ | ---------------- |
| Ação               | Santo Antônio de Leverger | Dutrinha           | 4500      | 1.º (2.ª división) | 0                |
| Cuiabá             | Cuiabá                    | Arena Pantanal     | 42 900    | 5.º                | 9 (2019)         |
| Dom Bosco          | Cuiabá                    | Arena Pantanal     | 42 900    | 4.º                | 6 (1991)         |
| Grêmio Sorriso     | Sorriso                   | Egídio José Preima | 4000      | 2.º (2.ª división) | 0                |
| Luverdense         | Lucas do Rio Verde        | Passo das Emas     | 13 000    | 3.º                | 3 (2016)         |
| Nova Mutum         | Nova Mutum                | Valdir Doilho Wons | 1200      | Campeón            | 1 (2020)         |
| Operário-VG        | Várzea Grande             | Dito Souza         | 5000      | 6.º                | 12 (2002)        |
| Poconé             | Poconé                    | Neco Falcão        | 3000      | 8.º                | 0                |
| Sinop              | Sinop                     | Gigante do Norte   | 13 000    | 7.º                | 3 (1999)         |
| União Rondonópolis | Rondonópolis              | Caldeirão          | 19 000    | 2.º                | 1 (2010)         |

| Crecimiento | Equipos provenientes del Campeonato Matogrossense de Segunda División 2020. |

## Primera fase

### Tabla de posiciones
| Pos. | Equipo             | Pts. | PJ | G | E | P | GF | GC | Dif. | Clasificación          |
| ---- | ------------------ | ---- | -- | - | - | - | -- | -- | ---- | ---------------------- |
| 1    | Cuiabá             | 23   | 9  | 7 | 2 | 0 | 19 | 3  | +16  | Fase final.            |
| 2    | Operário-VG        | 19   | 9  | 6 | 1 | 2 | 18 | 9  | +9   | Fase final.            |
| 3    | Nova Mutum         | 19   | 9  | 5 | 4 | 0 | 14 | 5  | +9   | Fase final.            |
| 4    | União Rondonópolis | 15   | 9  | 4 | 3 | 2 | 13 | 8  | +5   | Fase final.            |
| 5    | Ação               | 14   | 9  | 4 | 2 | 3 | 16 | 8  | +8   | Fase final.            |
| 6    | Luverdense         | 11   | 9  | 2 | 5 | 2 | 7  | 7  | 0    | Fase final.            |
| 7    | Grêmio Sorriso     | 10   | 9  | 2 | 4 | 3 | 11 | 14 | −3   | Fase final.            |
| 8    | Dom Bosco          | 8    | 9  | 2 | 2 | 5 | 10 | 15 | −5   | Fase final.            |
| 9    | Poconé             | 4    | 9  | 1 | 1 | 7 | 8  | 30 | −22  | Descenso de categoría. |
| 10   | Sinop              | 0    | 9  | 0 | 0 | 9 | 5  | 22 | −17  | Descenso de categoría. |

Actualizado a los partidos jugados el 18 de abril de 2021.
 Fuente: 
Criterios de clasificación: 1) Puntos; 2) Partidos ganados; 3) Diferencia de gol; 4) Goles anotados; 5) Enfrentamiento directo entre los equipos en cuestión; 6) Sorteo.

### Fixture
- La hora de cada encuentro corresponde al huso horario correspondiente al Estado de Mato Grosso (UTC-4).

| Dom Bosco          | 2 - 3 | Operário-VG | Arena Pantanal     | 26 de febrero | 19:00 |
| União Rondonópolis | 0 - 0 | Luverdense  | Caldeirão          | 27 de febrero | 17:00 |
| Grêmio Sorriso     | 3 - 0 | Sinop       | Egídio José Preima | 27 de febrero | 19:00 |
| Cuiabá             | 6 - 1 | Poconé      | Arena Pantanal     | 28 de febrero | 9:00  |
| Nova Mutum         | 1 - 0 | Ação        | Valdir Doilho Wons | 28 de febrero | 15:30 |

| Operário-VG | 0 - 0 | União Rondonópolis | Arena Pantanal   | 5 de marzo | 17:00 |
| Sinop       | 0 - 2 | Cuiabá             | Gigante do Norte | 6 de marzo | 9:00  |
| Ação        | 3 - 2 | Dom Bosco          | Arena Pantanal   | 7 de marzo | 9:00  |
| Luverdense  | 1 - 1 | Nova Mutum         | Passo das Emas   | 7 de marzo | 9:00  |
| Poconé      | 1 - 4 | Grêmio Sorriso     | Dito Souza       | 8 de marzo | 16:00 |

| Sinop              | 1 - 2 | Ação        | Gigante do Norte   | 12 de marzo | 15:00 |
| Cuiabá             | 3 - 1 | Operário-VG | Arena Pantanal     | 12 de marzo | 17:00 |
| Grêmio Sorriso     | 0 - 0 | Nova Mutum  | Egídio José Preima | 13 de marzo | 9:00  |
| União Rondonópolis | 2 - 1 | Poconé      | Caldeirão          | 14 de marzo | 9:00  |
| Luverdense         | 0 - 0 | Dom Bosco   | Passo das Emas     | 16 de marzo | 16:00 |

| Dom Bosco   | 1 - 1 | Grêmio Sorriso     | Arena Pantanal     | 21 de marzo | 9:00  |
| Operário-VG | 2 - 0 | Luverdense         | Dito Souza         | 21 de marzo | 9:00  |
| Nova Mutum  | 1 - 1 | União Rondonópolis | Valdir Doilho Wons | 22 de marzo | 15:30 |
| Ação        | 0 - 0 | Cuiabá             | Dito Souza         | 22 de marzo | 16:00 |
| Poconé      | 2 - 1 | Sinop              | Arena Pantanal     | 23 de marzo | 16:00 |

| União Rondonópolis | 2 - 0 | Dom Bosco   | Caldeirão          | 26 de marzo | 16:00 |
| Luverdense         | 3 - 1 | Sinop       | Passo das Emas     | 27 de marzo | 9:00  |
| Grêmio Sorriso     | 0 - 1 | Cuiabá      | Egídio José Preima | 28 de marzo | 9:00  |
| Ação               | 0 - 1 | Operário-VG | Arena Pantanal     | 28 de marzo | 9:00  |
| Poconé             | 0 - 5 | Nova Mutum  | Dito Souza         | 28 de marzo | 9:00  |

| Sinop              | 1 - 2 | Dom Bosco      | Gigante do Norte   | 31 de marzo | 9:00  |
| Nova Mutum         | 1 - 1 | Cuiabá         | Valdir Doilho Wons | 31 de marzo | 15:30 |
| União Rondonópolis | 7 - 0 | Grêmio Sorriso | Caldeirão          | 31 de marzo | 16:00 |
| Operário-VG        | 3 - 1 | Poconé         | Dito Souza         | 1 de abril  | 16:00 |
| Luverdense         | 2 - 1 | Ação           | Passo das Emas     | 14 de abril | 16:00 |

| Cuiabá         | 3 - 0 | União Rondonópolis | Arena Pantanal     | 4 de abril  | 9:00  |
| Grêmio Sorriso | 1 - 1 | Luverdense         | Egídio José Preima | 5 de abril  | 16:00 |
| Ação           | 6 - 0 | Poconé             | Dito Souza         | 6 de abril  | 16:00 |
| Operário-VG    | 5 - 0 | Sinop              | Arena Pantanal     | 6 de abril  | 16:00 |
| Dom Bosco      | 0 - 1 | Nova Mutum         | Arena Pantanal     | 14 de abril | 16:00 |

| Grêmio Sorriso     | 1 - 1 | Ação        | Egídio José Preima | 10 de abril | 9:00  |
| Cuiabá             | 1 - 0 | Luverdense  | Arena Pantanal     | 11 de abril | 9:00  |
| Poconé             | 2 - 3 | Dom Bosco   | Dito Souza         | 11 de abril | 9:00  |
| Nova Mutum         | 2 - 1 | Operário-VG | Valdir Doilho Wons | 12 de abril | 9:00  |
| União Rondonópolis | 1 - 0 | Sinop       | Caldeirão          | 12 de abril | 16:00 |

| Sinop       | 1 - 2 | Nova Mutum         | Gigante do Norte | 18 de abril | 9:00  |
| Luverdense  | 0 - 0 | Poconé             | Passo das Emas   | 18 de abril | 9:00  |
| Ação        | 3 - 0 | União Rondonópolis | Arena Pantanal   | 18 de abril | 9:00  |
| Operário-VG | 2 - 1 | Grêmio Sorriso     | Dito Souza       | 18 de abril | 9:00  |
| Dom Bosco   | 0 - 2 | Cuiabá             | Dito Souza       | 18 de abril | 16:00 |

## Fase final

#### Cuadro de desarrollo
|  | Cuartos de final  | Cuartos de final   | Cuartos de final  | Cuartos de final  | Cuartos de final  |   |       | Semifinales    | Semifinales    | Semifinales    | Semifinales    | Semifinales    |  |   | Final           | Final           | Final           | Final           | Final           |  |
|  | 24 al 28 de abril | 24 al 28 de abril  | 24 al 28 de abril | 24 al 28 de abril | 24 al 28 de abril |   |       | 2 al 9 de mayo | 2 al 9 de mayo | 2 al 9 de mayo | 2 al 9 de mayo | 2 al 9 de mayo |  |   | 16 y 23 de mayo | 16 y 23 de mayo | 16 y 23 de mayo | 16 y 23 de mayo | 16 y 23 de mayo |  |
|  |                   |                    |                   |                   |                   |   |       |                |                |                |                |                |  |   |                 |                 |                 |                 |                 |  |
|  |                   |                    |                   |                   |                   |   |       |                |                |                |                |                |  |   |                 |                 |                 |                 |                 |  |
|  | 1                 | Cuiabá             | 2                 | 3                 | 5                 |   |       |                |                |                |                |                |  |   |                 |                 |                 |                 |                 |  |
|  | 1                 | Cuiabá             | 2                 | 3                 | 5                 |   |       |                |                |                |                |                |  |   |                 |                 |                 |                 |                 |  |
|  | 8                 | Dom Bosco          | 0                 | 1                 | 1                 |   |       |                |                |                |                |                |  |   |                 |                 |                 |                 |                 |  |
|  | 8                 | Dom Bosco          | 0                 | 1                 | 1                 |   | 1     | Cuiabá         | 2              | 2              | 4              |                |  |   |                 |                 |                 |                 |                 |  |
|  |                   |                    |                   |                   |                   |   | 1     | Cuiabá         | 2              | 2              | 4              |                |  |   |                 |                 |                 |                 |                 |  |
|  |                   |                    | 5                 | Ação              | 0                 | 0 | 0     |                |                |                |                |                |  |   |                 |                 |                 |                 |                 |  |
|  | 4                 | União Rondonópolis | 5                 | Ação              | 0                 | 0 | 0     | 1              | 1              | 2              |                |                |  |   |                 |                 |                 |                 |                 |  |
|  | 4                 | União Rondonópolis |                   |                   |                   |   |       |                |                | 2              |                |                |  |   |                 |                 |                 |                 |                 |  |
|  | 5                 | Ação               | 3                 | 1                 | 4                 |   |       |                |                |                |                |                |  |   |                 |                 |                 |                 |                 |  |
|  | 5                 | Ação               | 3                 | 1                 | 4                 |   |       |                |                |                |                |                |  | 1 | Cuiabá          | 2               | 1               | 3               |                 |  |
|  |                   |                    |                   |                   |                   |   |       |                |                |                |                |                |  | 1 | Cuiabá          | 2               | 1               | 3               |                 |  |
|  |                   |                    | 2                 | Operário-VG       | 1                 | 1 | 2     |                |                |                |                |                |  |   |                 |                 |                 |                 |                 |  |
|  | 2                 | Operário-VG (p)    | 2                 | Operário-VG       | 1                 | 1 | 2     | 2              | 0              | 2 (3)          |                |                |  |   |                 |                 |                 |                 |                 |  |
|  | 2                 | Operário-VG (p)    |                   |                   |                   |   |       |                |                | 2 (3)          |                |                |  |   |                 |                 |                 |                 |                 |  |
|  | 7                 | Grêmio Sorriso     | 2                 | 0                 | 2 (0)             |   |       |                |                |                |                |                |  |   |                 |                 |                 |                 |                 |  |
|  | 7                 | Grêmio Sorriso     | 2                 | 0                 | 2 (0)             |   | 2     | Operário-VG    | 0              | 1              | 1 (6)          |                |  |   |                 |                 |                 |                 |                 |  |
|  |                   |                    |                   |                   |                   |   | 2     | Operário-VG    | 0              | 1              | 1 (6)          |                |  |   |                 |                 |                 |                 |                 |  |
|  |                   |                    | 3                 | Nova Mutum        | 0                 | 1 | 1 (5) |                |                |                |                |                |  |   |                 |                 |                 |                 |                 |  |
|  | 3                 | Nova Mutum (p)     | 3                 | Nova Mutum        | 0                 | 1 | 1 (5) | 0              | 1              | 1 (4)          |                |                |  |   |                 |                 |                 |                 |                 |  |
|  | 3                 | Nova Mutum (p)     |                   |                   |                   |   |       |                |                | 1 (4)          |                |                |  |   |                 |                 |                 |                 |                 |  |
|  | 6                 | Luverdense         | 1                 | 0                 | 1 (1)             |   |       |                |                |                |                |                |  |   |                 |                 |                 |                 |                 |  |
|  | 6                 | Luverdense         | 1                 | 0                 | 1 (1)             |   |       |                |                |                |                |                |  |   |                 |                 |                 |                 |                 |  |
|  |                   |                    |                   |                   |                   |   |       |                |                |                |                |                |  |   |                 |                 |                 |                 |                 |  |

|  | Tercer lugar |            |       |  |
|  | 13 de mayo   |            |       |  |
|  |              |            |       |  |
|  | 3            | Nova Mutum | 2 (4) |  |
|  | 3            | Nova Mutum | 2 (4) |  |
|  | 5            | Ação (p)   | 2 (5) |  |
|  | 5            | Ação (p)   | 2 (5) |  |

Nota: El equipo que ocupa la primera línea es el que define la serie como local.
| Bandera del estado de Mato Grosso |
| Campeón                           |
| Cuiabá 10.° título                |

## Clasificación final
| Pos. | Equipo             | Pts. | PJ | G  | E | P | GF | GC | Dif. | Clasificación                                        |
| ---- | ------------------ | ---- | -- | -- | - | - | -- | -- | ---- | ---------------------------------------------------- |
| 1.°  | Cuiabá (C)         | 39   | 15 | 12 | 3 | 0 | 31 | 6  | +25  | Copa de Brasil 2022 y Copa Verde 2022.               |
| 2.°  | Operário-VG        | 24   | 15 | 6  | 6 | 3 | 23 | 15 | +8   | Copa de Brasil 2022, Copa Verde 2022 y Serie D 2022. |
| 3.°  | Ação               | 19   | 14 | 5  | 4 | 5 | 22 | 16 | +6   | Serie D 2022.                                        |
| 4.°  | Nova Mutum         | 25   | 14 | 6  | 7 | 1 | 18 | 9  | +9   |                                                      |
| 5.°  | União Rondonópolis | 16   | 11 | 4  | 4 | 3 | 15 | 12 | +3   | Copa de Brasil 2022.                                 |
| 6.°  | Luverdense         | 14   | 11 | 3  | 5 | 3 | 8  | 8  | 0    | Copa Verde 2022.                                     |
| 7.°  | Grêmio Sorriso     | 12   | 11 | 2  | 6 | 3 | 13 | 16 | −3   |                                                      |
| 8.°  | Dom Bosco          | 8    | 11 | 2  | 2 | 7 | 11 | 20 | −9   |                                                      |
| 9.°  | Poconé             | 4    | 9  | 1  | 1 | 7 | 8  | 30 | −22  | Segunda División 2022.                               |
| 10.° | Sinop              | 0    | 9  | 0  | 0 | 9 | 5  | 22 | −17  | Segunda División 2022.                               |

Reglas de clasificación: 1) Puntos; 2) Partidos ganados; 3) Diferencia de gol; 4) Goles anotados; 5) Enfrentamiento directo entre los equipos en cuestión; 6) Sorteo.

Nota: Uno de los cupos de clasificación para la Serie D 2022 pasó a manos de Ação, debido a que Cuiabá disputó la Serie A en 2021.